# کارسینوم کلیه

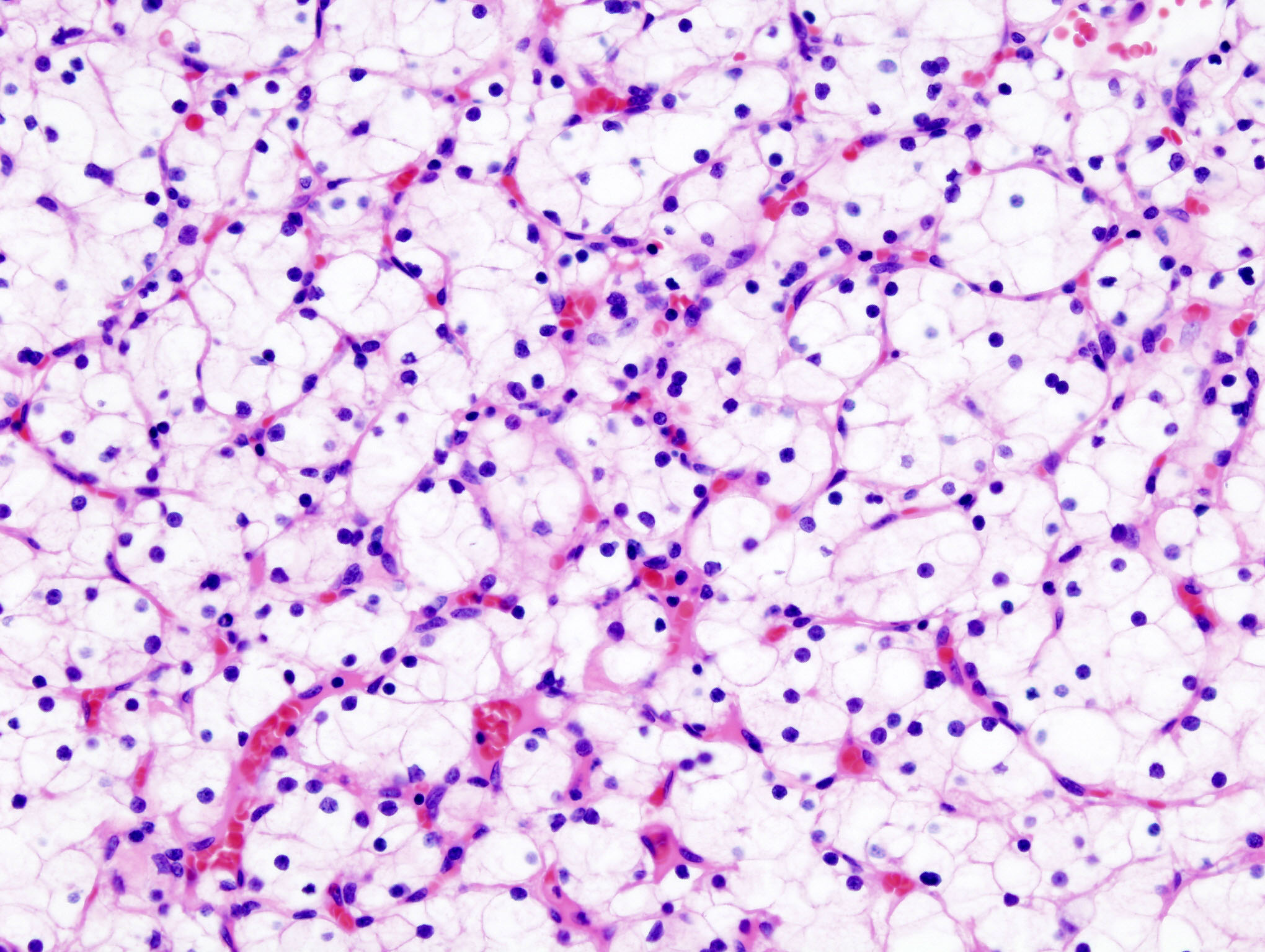
سرطان سلول کلیوی

سرطان سلول کلیوی (Renal cell carcinoma) به اختصار: RCC یک سرطان کلیه است که منشأ آن از پوشش پروگزیمال لوله پیچ‌خورده که یک بخش از لوله‌های بسیار کوچک کلیه است که حمل و نقل ادرار اولیه را بر عهده دارند. RCC شایع‌ترین نوع سرطان کلیه در بزرگسالان است و حدود ۹۰–۹۵٪ از موارد را شامل می‌شود.
درمان اولیه اغلب برداشت بخشی یا همهٔ کلیه(ها) ی آسیب دیده‌است. اگر سرطان متاستاز نداده باشد یعنی به دیگر اندام‌ها پخش نشده باشد یا در بافت‌های زیرین کلیه نفوذ نکرده باشد نرخ پنج ساله زنده ماندن بین ۶۵ تا ۹۰ درصد است. گرچه این نرخ در هنگامیکه سرطان متاستاز داده باشد بسیار پایین‌تر است.

## علائم و نشانه‌ها
از نظر شرح‌حال، پزشکان انتظار دارند که شخص سه یافته را ذکر کند که عبارت است از:
- هماچوری، که وجود خون در ادرار است.
- درد پهلو، که درد در محدوده بین ران و دنده‌ها است.
- توده شکمی، مشابه نفخ اما بزرگتر است.

امروزه مشخص شده که این سه‌گانه کلاسیک فقط در ۱۰–۱۵٪ موارد رخ می‌دهد و معمولاً نشان‌دهنده این است که کارسینوم سلول کلیوی (RCC) در مرحله پیشرفته است. RCC بیشتر بدون علامت یا با نشانه‌های معدود است و اغلب هنگامی که فرد از نظر بیماری‌های دیگر معاینه می‌شود، به‌طور اتفاقی تشخیص داده می‌شود.